# بليك ستيب
بليك ستيب (بالإنجليزية: Blake Stepp)‏ مواليد 4 فبراير 1982 في يوجين، هو لاعب كرة سلة أمريكي معتزل. بدأ مسيرته الاحترافية في سنة 2004. تم اختياره من قبل فريق مينيسوتا تمبر ولفز خلال الدرافت. يبلغ طوله 6 قدم 4 بوصة (1.9 م). اعتزل اللعب في 2006.

## روابط خارجية
- بليك ستيب على موقع الدوري الأوروبي لكرة السلة (الإنجليزية)
- بليك ستيب على موقع سبورتس رفرنس (الإنجليزية)
- بليك ستيب على موقع الدوري الإسباني لكرة السلة (الإسبانية)
- بليك ستيب على موقع كرة السلة الأوروبية.كوم (الإنجليزية)
- بليك ستيب على موقع كلية كرة السلة في سبورتس رفرنس.كوم (الإنجليزية)
- بليك ستيب على موقع ريلجم (الإنجليزية)
- بليك ستيب على موقع بروبوليرز (الإنجليزية)
- بليك ستيب على موقع سبورتس رفرنس (الإنجليزية)